# 铜蜓蜥
铜蜓蜥（学名：Sphenomorphus indicus）又名印度蜓蜥、蝘蜓，为石龙子科蜓蜥属的爬行动物，俗名铜石龙子、石锡、山龙子、铜楔蜥、四脚蛇。分布于印度、锡金、缅甸、泰国、台湾 、香港以及中国大陆的上海、江苏、浙江、安徽、福建、江西、河南、湖北、湖南、广东、广西、四川等地，该物种的模式产地在锡金喜马拉雅山。其种加词“indicus”意为“印度的”。

## 描述

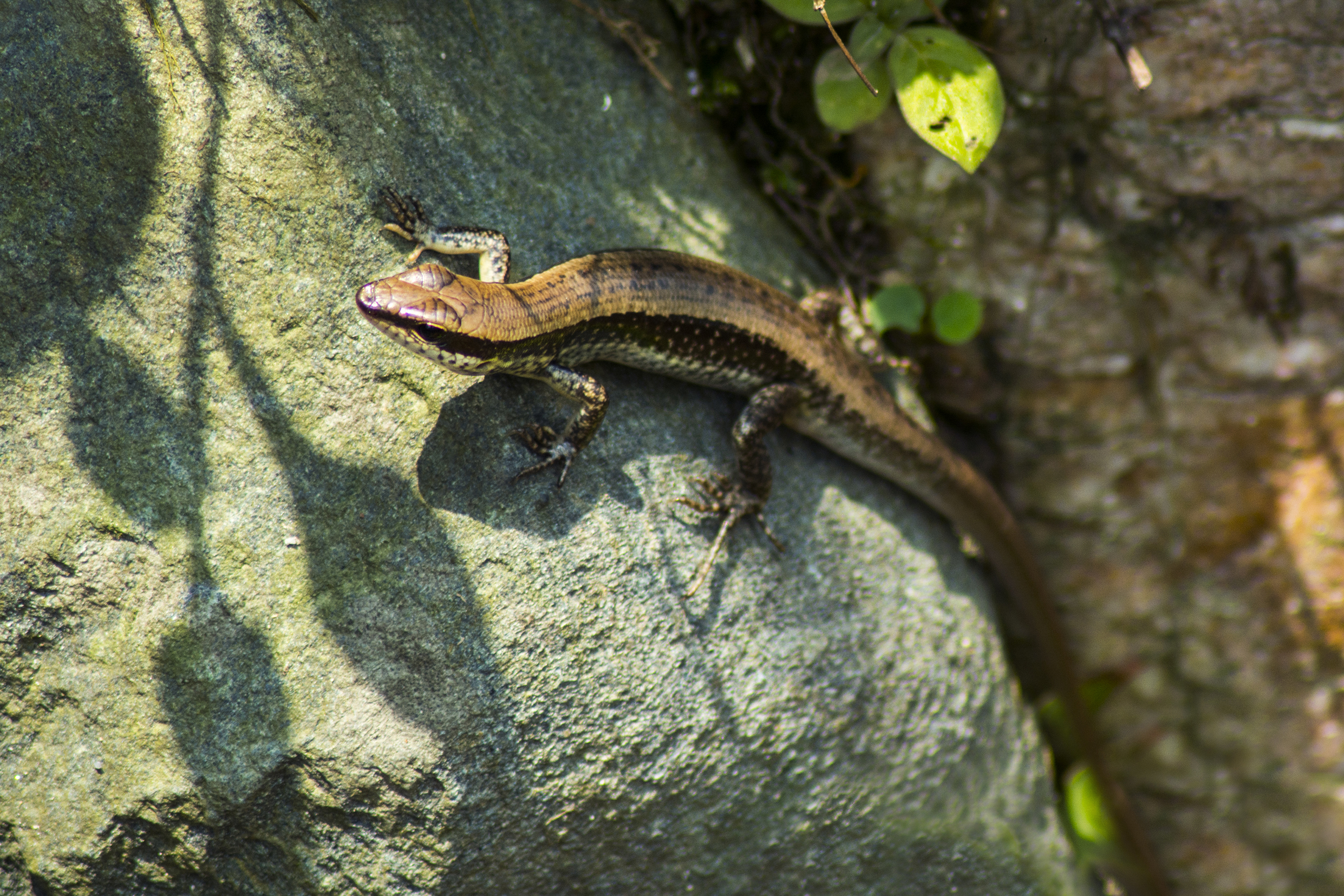
印度蜓蜥

體長約12.5公分，最大全長可達24公分。體色主要為褐色，體側由吻端經橫過眼經，延伸至尾巴基部有一條寬黑褐色縱帶。腹部為白色或微黃，後腿內側股部之鱗片排列規則。

## 習性
以昆蟲及小型無脊椎動物為食。胎生，每次可產下4到11隻幼蜥。尾巴極易自割。

## 棲地
主要生活于海拔2000米以下的低海拔地区、平原及山地阴湿草丛中以及荒石堆或有裂缝的石壁处。其生存的海拔上限为2000米。

## 保护
本种于2023年被收录入《有重要生态、科学、社会价值的陆生野生动物名录》。